# Communauté d'agglomération Arc de Seine
 (février 2023).
La communauté d'agglomération Arc de Seine est une ancienne communauté d'agglomération française, située dans le département des Hauts-de-Seine (92) et la région Île-de-France.
Elle a fusionné le 27 novembre 2008 avec la  communauté d'agglomération Val de Seine pour former la communauté d'agglomération Grand Paris Seine Ouest, fusion effective s'est faite au 1er janvier 2010.

## Histoire

### Création
La communauté d'agglomération Arc de Seine a été créée au 1er janvier 2003.
La communauté expliquait ses objectifs de la façon suivante : « Avec Arc de Seine, cinq communes ont décidé de rassembler bien plus que leur territoire. Ce choix marque leur volonté de partager leurs identités, leurs cultures, leurs forces, leur dynamisme, leurs particularités. Elles impriment un élan à leur avenir, solidairement. La création d’Arc de Seine, c’est aussi une autre façon de donner plus de sens à l’action publique. Une action qui se veut pragmatique, marquée par la mise en commun des énergies et des crédits, la maîtrise de la fiscalité, sans augmentation de coûts pour l’usager. Pour Arc de Seine, l’essentiel est dans le concret, dans les réponses pertinentes apportées à ses habitants. Améliorer les transports, optimiser la collecte des déchets, entretenir mieux la voirie, favoriser l’insertion des jeunes, attirer les talents, c’est avant tout ce qui compte, aussi bien dans l’action de tous les jours que sur le long terme. Dans un environnement toujours plus concurrentiel, où mondialisation et interrogations sociales se télescopent, la création d’Arc de Seine vise à apporter une réponse politique aux défis d’aujourd’hui ».

### Fusion avec Val Seine
Passées les divergences qui avaient empêché les deux agglomérations de n'en faire qu'une à leur création respective en 2003 et 2004, la communauté d'agglomération Arc de Seine et la communauté d'agglomération Val de Seine ont annoncé leur fusion. Elle a été officialisée le 27 novembre 2008 à Sèvres. La nouvelle communauté d'agglomération est entrée officiellement en fonction le 1er janvier 2010 sous le nom de Grand Paris Seine Ouest.

## Territoire communautaire

### Géographie
Le territoire concentrait 9 000 entreprises, principalement technologiques et 900 hectares de bois et de forêts (forêts de Meudon, de Ville d'Avray, de Chaville).
Il était desservi par les transports en commun, RER C, Métro (lignes 12 et 13), 2 lignes SNCF (Paris Montparnasse - Rambouillet / Paris Saint-Lazare - La Défense - Versailles), Tramway (ligne T2, Porte de Versailles - la Défense).

### Communes membres
La communauté d'agglomération Arc de Seine regroupait cinq communes avec au total 163 000 habitants : 
- Chaville
- Issy-les-Moulineaux
- Meudon
- Vanves
- Ville-d'Avray

Elle collaborait activement avec une sixième commune, Marnes-la-Coquette pour les questions de politique de la ville et de viabilité hivernale.

### Collectivités voisines
- la communauté d'agglomération Cœur de Seine avec Saint-Cloud, Garches et Vaucresson
- Marnes-la-Coquette
- la Communauté de communes Versailles Grand Parc avec Versailles et Viroflay
- Vélizy-Villacoublay
- La communauté d’agglomération Sud de Seine avec Clamart, Malakoff, Bagneux et Fontenay-aux-Roses
- Paris
- la communauté d'agglomération Val de Seine avec Sèvres et Boulogne-Billancourt

## Organisation

### Élus
Le conseil communautaire comptait 54 délégués communautaires, désignés en leur sein par les conseils municipaux des villes adhérentes.
Arc de Seine a été présidée, pendant toute sa durée d'existence, par André Santini, maire d'Issy-les-Moulineaux, ancien secrétaire d'État à la Fonction publique du Gouvernement François Fillon (2).
Ses vice-présidents étaient, pour la mandature 2008-2014 : 
- Jean-Jacques Guillet (député-maire de Chaville - culture, sports et politique de la ville),
- Hervé Marseille (maire de Meudon et vice-président du conseil général des Hauts-de-Seine - aménagement de l'espace, équilibre social, habitat, développement économique, personnel),
- Bernard Gauducheau (maire de Vanves - environnement, circulation, voirie, travaux et achat public) et
- Denis Badré (sénateur-maire de Ville-d'Avray - finances, transports, innovation, patrimoine, assurances et moyens généraux).

### Compétences
La communauté d'agglomération Arc de Seine exerçait les compétences déléguées par les communes : 
- compétences obligatoires
  - développement économique (aménagement, entretien et gestion des zones d'activités à vocation économique, définition et mise en œuvre des orientations de développement économique, prospection d'entreprises et valorisation du potentiel économique, conception et animation d'outils de veille du territoire, d'observation et de communication, valorisation et promotion de l'offre immobilière, l'accompagnement et le soutien à la création et au développement des entreprises du territoire) ;
  - aménagement de l'espace (le schéma de cohérence territoriale et le schéma directeur) ;
  - équilibre social de l'habitat (élaboration d'un programme local de l'habitat, gestion des aides à la pierre en faveur de la construction, de l'acquisition et de la réhabilitation des logements locatifs sociaux et des aides à la pierre pour la rénovation des logements privés, gestion d'un OPHLM communautaire "Arc de Seine Habitat" ;
  - politique de la ville via une Maison de l'Emploi.

- compétences optionnelles
  - l'élimination et la valorisation des déchets (collecte et traitement des ordures ménagères et assimilées ;
  - la lutte contre la pollution de l'air ;
  - la lutte contre les nuisances sonores ;
  - le soutien aux actions de maîtrise de la demande d'énergie ;
  - les travaux et l'entretien de la voirie communautaire (soit 200 km de voiries communales) ;
  - le nettoiement de la voirie ;
  - l'éclairage public ;
  - le mobilier urbain ;
  - les astreintes hivernales ;
  - la gestion (aménagement, entretien) des établissements d'enseignements de la musique, du théâtre et de la danse (cinq conservatoires, la gestion d'un équipement de culture multimedia, le Cube à Issy-les-Moulineaux) et sportif (Palais des sports Robert-Charpentier à Issy-les-Moulineaux).

- compétences facultatives
  - l'enseignement de la musique, de la danse et de l'art dramatique ;
  - l'assainissement ;
  - gestion d'une Maison de la Nature (à Meudon) ;
  - protection de la faune sauvage ;
  - ramassage scolaire ;
  - soutien aux clubs sportifs de haut niveau.

Arc de Seine était adhérent du syndicat mixte des Coteaux et du Val de Seine qui est chargé de la préparation du schéma de cohérence territoriale qui orientera l’aménagement des Coteaux et du Val de Seine.

### Régime fiscal et budget
La Communauté était financée par la Taxe professionnelle unique, qu'elle percevait en lieu et place des communes membres, et à qui elle reversait sous forme de dotation de solidarité les montants non utilisés par Arc de Seine.
Elle percevait également la taxe d'enlèvement des ordures ménagères (TEOM) et la taxe de raccordement à l’égout, ainsi que les recettes des usagers liées à son activité.

## Réalisations
- Le Cube, premier centre entièrement destiné à la création numérique en France.
- Le Palais des sports Robert Charpentier, la troisième plus grande surface sportive d'Europe[5].

## Pour approfondir